# FIA GT1-VM 2012
FIA GT1-VM 2012 är den tredje säsongen av världsmästerskapet för GT1-bilar.

## Kalender
| Datum        | Bana                  | Kvalseger Team - bil                | Raceseger Team - bil                |
| Datum        | Bana                  | Kvalseger Förare                    | Raceseger Förare                    |
| ------------ | --------------------- | ----------------------------------- | ----------------------------------- |
| 9 april      | Circuit Paul Armagnac | Belgian Audi Club Team WRT          | Belgian Audi Club Team WRT          |
| 9 april      | Circuit Paul Armagnac | Stéphane Ortelli Laurens Vanthoor   | Stéphane Ortelli Laurens Vanthoor   |
| 22 april     | Circuit Zolder        | Vita4One Racing Team                | Exim Bank Team China                |
| 22 april     | Circuit Zolder        | Michael Bartels Yelmer Buurman      | Matthew Halliday Mike Parisy        |
| 27 maj       | Circuito de Navarra   | Hexis Racing                        | Hexis Racing                        |
| 27 maj       | Circuito de Navarra   | Frédéric Makowiecki Stef Dusseldorp | Frédéric Makowiecki Stef Dusseldorp |
| 10 juni      | Slovakia Ring         | AF Corse                            | Vita4One Racing Team                |
| 10 juni      | Slovakia Ring         | Filip Salaquarda Toni Vilander      | Michael Bartels Yelmer Buurman      |
| 8 juli       | Algarve               | All-Inkl.com Münnich Motorsport     | All-Inkl.com Münnich Motorsport     |
| 8 juli       | Algarve               | Marc Basseng Markus Winkelhock      | Thomas Jäger Nicky Pastorelli       |
| 19 augusti   | Slovakia Ring         | Vita4One Racing Team                | Vita4One Racing Team                |
| 19 augusti   | Slovakia Ring         | Michael Bartels Yelmer Buurman      | Michael Bartels Yelmer Buurman      |
| 2 september  | Moscow Raceway        | Belgian Audi Club Team WRT          | Hexis Racing                        |
| 2 september  | Moscow Raceway        | Stéphane Ortelli Laurens Vanthoor   | Frédéric Makowiecki Stef Dusseldorp |
| 23 september | Nürburgring           | Reiter Engineering                  | AF Corse                            |
| 23 september | Nürburgring           | Peter Kox Štefan Rosina             | Filip Salaquarda Toni Vilander      |
| 30 september | Donington Park        | Hexis Racing                        | Hexis Racing                        |
| 30 september | Donington Park        | Frédéric Makowiecki Stef Dusseldorp | Frédéric Makowiecki Stef Dusseldorp |

## Slutställning
| Pl. | Förare              | Team                            | Bil                       | Poäng |
| --- | ------------------- | ------------------------------- | ------------------------- | ----- |
| 1   | Marc Basseng        | All-Inkl.com Münnich Motorsport | Mercedes-Benz SLS AMG GT3 | 145   |
| 1   | Markus Winkelhock   | All-Inkl.com Münnich Motorsport | Mercedes-Benz SLS AMG GT3 | 145   |
| 2   | Frédéric Makowiecki | Hexis Racing                    | McLaren MP4-12C GT3       | 144   |
| 2   | Stef Dusseldorp     | Hexis Racing                    | McLaren MP4-12C GT3       | 144   |
| 3   | Michael Bartels     | Vita4One Racing Team            | BMW Z4 GT3                | 144   |
| 3   | Yelmer Buurman      | Vita4One Racing Team            | BMW Z4 GT3                | 144   |
| 4   | Laurens Vanthoor    | Belgian Audi Club Team WRT      | Audi R8 LMS ultra         | 122   |
| 5   | Stéphane Ortelli    | Belgian Audi Club Team WRT      | Audi R8 LMS ultra         | 104   |